# Rau diếp Đài Loan
Rau diếp Đài Loan là một loài thực vật có hoa trong họ Cúc. Loài này được nhà thực vật học người Nga là Karl Maximovich mô tả lần đầu vào năm 1874 với tên Lactuca formosana, lần gần gây nhất nhà thực vật học gốc Hoa là C.Shih miêu tả lại với tên gọi Pterocypsela formosana năm 1988.